# Делитель тока
Дели́тель то́ка — простейшая линейная электрическая цепь, выходной ток которой представляет собой часть входного тока. Это обеспечивается распределением тока между ветвями делителя.
В качестве делителя тока обычно применяют элементы с регулируемым сопротивлением (потенциометры), подключаемые параллельно. Можно представить как русло реки, разделяющееся на несколько рек. Согласно первому правилу Кирхгофа, сумма токов, входящих в узел и выходящих из узла, равна нулю. Применяемые сопротивления для деления токов могут быть как активными, так и реактивными. Реактивные сопротивления возможно использовать только на переменном токе.

## Резистивный делитель тока

Простейший резистивный делитель тока — это два параллельно включённых резистора {\displaystyle R_{1}} и {\displaystyle R_{2},} подключённых к источнику напряжения {\displaystyle U.} Поскольку резисторы соединены параллельно, то к ним приложено одинаковое напряжение.
Ток через них можно определить согласно закону Ома:
{\displaystyle \left\{{\begin{array}{l l}I_{1}=U/R_{1}\\I_{2}=U/R_{2}.\end{array}}\right.}
Общий ток в цепи согласно первому закону Кирхгофа:
{\displaystyle I=I_{1}+I_{2}.}
Общий ток в цепи согласно первому закону Кирхгофа:
{\displaystyle I=I_{1}+I_{2}.}

{\displaystyle I={\frac {U}{R_{1}}}+{\frac {U}{R_{2}}}.}

{\displaystyle U={\frac {R_{1}R_{2}}{R_{1}+R_{2}}}I}

{\displaystyle \left\{{\begin{array}{l l}I_{1}={\frac {U}{R_{1}}}={\frac {R_{2}}{R_{1}+R_{2}}}I\\I_{2}={\frac {U}{R_{2}}}={\frac {R_{1}}{R_{1}+R_{2}}}I.\end{array}}\right.}

## Применение
- Делитель тока имеет важное значение в схемотехнике в качестве элемента цепи для подключения устройства с номинальным током меньшим, чем протекающий в цепи.

- Датчик параметр — ток. На величину сопротивления влияют внешние факторы, например температура. Изменение температуры приводит к изменению сопротивления делителя тока. В результате изменяется ток через ветвь цепи.
- Измерение больших величин токов. Подключается два сопротивления. Через одно протекает малый ток (миллиамперы), через второе (называемое шунтом) — весь оставшийся ток. Измеряется ток через первое сопротивление. Далее выполняется расчет общего тока.

## Ограничения в применении резистивных делителей тока
Для поддержания приемлемой точности работы делителя необходимо, чтобы величина тока, протекающего через сопротивления делителя, была не менее, чем в 10 раз больше, чем ток, протекающий в нагрузке (см. аналогичное требование у делителя напряжения). Увеличение этого показателя (до ×100, ×1000 или больше) пропорционально увеличивает точность работы делителя, однако это также увеличивает поперечное сечение проводников, что увеличивает размеры, стоимость и снижает КПД схемы. Это одна из причин, по которой делители тока малопригодны в качестве источников постоянного тока для питания нагрузок. Для этой цели применяют иные схемотехнические решения, например стабилизаторы тока.